# Лілліан Елліотт
Лілліан Елліотт (англ. Lillian Elliott; 24 квітня 1874 — 15 січня 1959) — канадська акторка театру та кіно, що з'явилася в 60 фільмах між 1915 і 1943 роками. 

## Життєпис
Народилася в Канаді. Була одружена з актором Джеймсом Корріганом, їхній син, Ллойд Корріган, став голлівудським письменником і режисером. Померла в Голівуді, штат Каліфорнія.

## Вибрана фільмографія
- 1925 — Горда плоть / Proud Flesh — місіс Кейсі
- 1925 — Саллі, Ірен і Мері / Sally, Irene and Mary — місіс O'Дейр
- 1926 — Партнери знову / Partners Again
- 1926 — Місто /The City